# 谷茶前節
- 谷茶前
- 谷茶前節

「谷茶前節」（タンチャメーブシ）は、沖縄本島の代表的な民謡と踊りである。踊りは男女で対になって打組みで踊るもので、雑踊り（ぞうおどり）の一種であるが、その代表的なものとなっている。衣装は男女とも芭蕉布の着物で男役は櫂（エーク）を、女役はざる（バーキ）を手に持ち踊る。谷茶（たんちゃ）は沖縄県本島の恩納村の地名で、谷茶の海岸を舞台にしている。

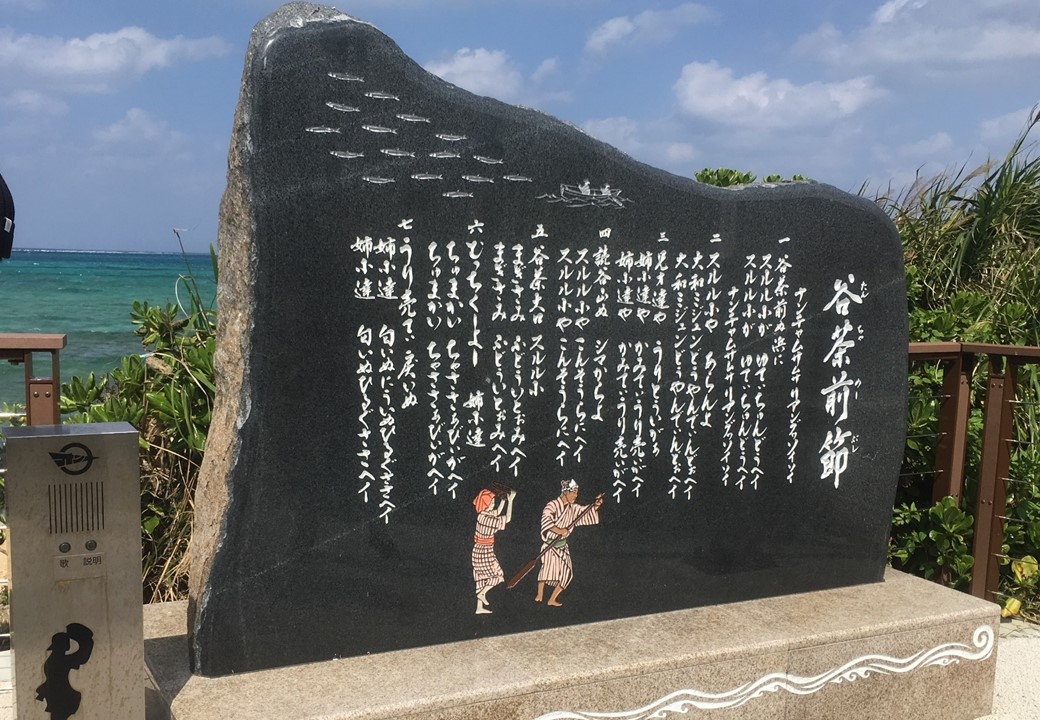
谷茶前の碑

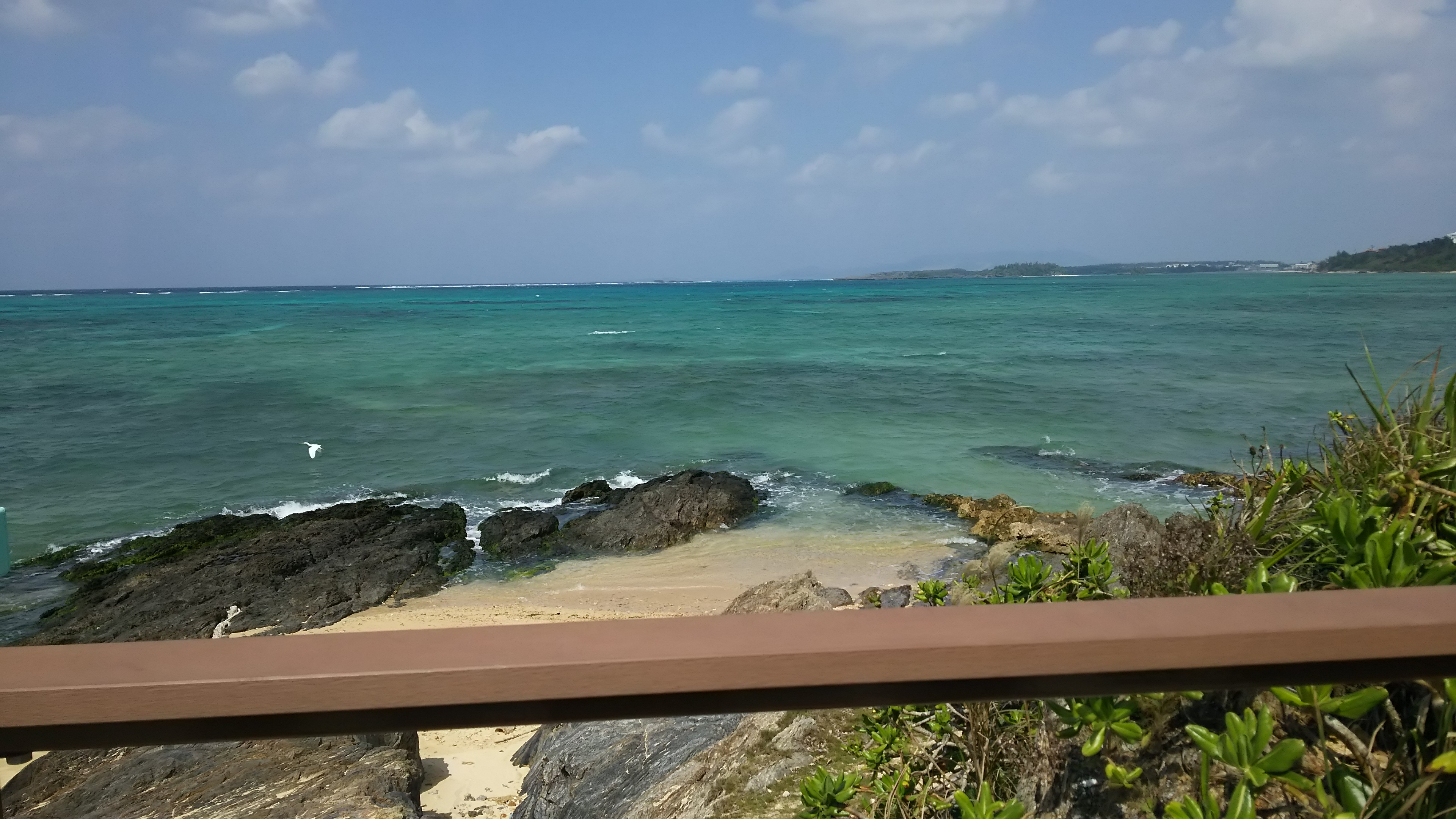
谷茶の浜

## 歴史
「谷茶前節」は、豊年祭などに行われる伝統芸能の臼太鼓やエイサーの演舞の際に遊び歌として歌われたものである 。「谷茶前節」（タンチャメーブシ）の舞台である恩納村（おんなそん）谷茶（たんちゃ）地区は沖縄県西海岸に位置し、陸地の多くが山となっていて海山に挟まれた耕地が少ない土地である。漁業や養豚が生活の基盤となり、
豚の移出港として栄えた頃もあったが、1886年（明治19年）の大火で打撃をうけ、半農半漁の地域となった 。その過程で歌詞の内容にも変化がある。
踊りは、明治20年代に琉球古典芸能の名手として知られる玉城重盛 （1868 - 1945）が振付けたと伝えられている。

## 伝承
1726年頃、首里王府の奉行国頭巡視の際に尚敬王が万座毛に寄り、その時に慰労の出し物として披露されたという。これは、恩納番所が恩納地区、瀬良垣地区、谷茶地区の３地区に出し物を命じたが、他の地区と異なり豊年村芝居がなく困った谷茶地区の若者たちが日常の生活を歌と踊りにしたものだと伝えられている。

## 谷茶前の歌意
恩納村の谷茶前の浜に押し寄せてきたスルル（キビナゴ）を男たちが捕り、女たちが
売りに行くという内容。沖縄の農漁村の風景を表現している。
歌詞の意味は次の通りである。
谷茶前の浜にスルル（キビナゴ）が集まってきたよ
いや、キビナゴじゃないよ、ミズンだよ
若者たちはそれを獲り、娘たちは売りにいくよ
魚を売った帰りの娘たちの匂いのすばらしいことよ
※本節はわかりやすくするために一部意訳をしています。
なお、歌詞の間には囃子が入っているが、「なんちゃましまし」を「なんちゃむさむさ」と言ったり　「でぃあんぐゎそいそい」が「り　あんがそいそい」と歌われる場合もあり、時代や地域、歌い手によって様々である。

## 恩納村に伝わる谷茶前
恩納村には地域に伝わっている独自の歌詞があり、現代のものと違う点がみられる。
以下の歌詞は恩納村誌より引用したものである。

## 歌碑
平成27年年度から平成28年度にかけて沖縄振興特別推進市町村交付金事業を活用し、恩納村谷茶地区の国道沿いに谷茶前の浜を一望できる公園を整備し谷茶前節の碑が建立された。歌碑の除幕式は平成29年3月26日
音声案内で由来や谷茶前節の歌を聴くことが出来る。

## みんなのうた
NHKの『みんなのうた』では『谷茶前の浜』というタイトルで、1973年6月から同年7月まで放送。

## その他のカバー・使用例
- 映画「あゝひめゆりの塔」（1968年）日活　の劇中で歌われている。
- 映画「ひめゆりの塔 (1982年の映画)」　東宝　の劇中でも歌われている
- 沖縄県内のディスカウントストア ビッグワン（Big1）のCMソングとして歌詞は替え歌で使用されている。
- 沖縄県内のお持ち帰りのピザチェーン店PIZZAパルコ（ピザパルコ） のCMソングも歌詞は替え歌で使用している。
- 『乃木坂工事中』（テレビ東京）。2016年10月10日放送分で、乃木坂46の生田絵梨花が三線を練習し谷茶前節を披露した[15]。
- 沖縄都市モノレール線（ゆいレール）の那覇空港駅にて、発車メロディならびに車内放送チャイムに使用されている。
- 日本トランスオーシャン航空(JTA)では、機内音楽として使われている。